# القضايا البيئية في الصومال
وتظل الصومال تعاني من العديد من القضايا البيئية مثل تدهور الأراضي والصيد الجائر. لا يزال تدهور الأراضي الناجم عن الرعي الجائر وتآكل التربة وفقدان التربة السطحية وفقدان الغطاء النباتي بسبب قطع الأشجار يؤثر على المناخ الاجتماعي والسياسي في الصومال. وعلاوة على ذلك، فإن الصيد الجائر الناجم عن نقص المراقبة الحكومية والاستغلال الأجنبي للمياه الصومالية يشجع القرصنة والأنشطة الإرهابية إلى جانب تفاقم تدمير الموائل الطبيعية وتغير المناخ.

## تدهور الأراضي وإزالة الغابات
لقد أصبح تدهور الأراضي في الصومال قضية ذات أهمية متزايدة حيث تدهور ما يقرب من ثلث الأراضي الصالحة للزراعة في الصومال وفقدت خصوبتها. يأتي تدهور الأراضي في الصومال في عدة أشكال رئيسية بما في ذلك تآكل التربة، وفقدان التربة السطحية، وفقدان الغطاء النباتي بسبب الرعي الجائر، وفقدان الغطاء النباتي بسبب قطع الأشجار لإنتاج الفحم أو لاستخدامها كمواد بناء. التربة في السافانا في شرق أفريقيا معرضة بشكل خاص للتآكل لأنها تتكون في الغالب من الرمال أو الطمي الرملي أو الطين الأسود المتشقق الذي يتمتع باستقرار هيكلي ضعيف. ويساهم تدهور الأراضي بشكل كبير في انخفاض الإنتاج الزراعي. بالإضافة إلى ذلك، فإن الإفراط في استخدام واستغلال النظام البيئي في السعي إلى زيادة الإنتاج الزراعي يؤدي إلى تدهور غير مقصود للأراضي. إن الممارسات الزراعية مثل حرق روث الحيوانات والافتقار العام إلى الحفاظ على التربة والمياه هي الأسباب الرئيسية لضعف الإنتاجية الزراعية في الصومال. وقد أظهرت الأبحاث أنه مع استمرار تدهور الأراضي، يزداد الفقر الريفي، مما يؤدي بدوره إلى الصراع الاجتماعي والهجرة الريفية إلى المراكز الحضرية. بين عامي 1890 و1960، أصدرت الحكومات الاستعمارية في الصومال تشريعات حددت بعض أجزاء شمال غرب الصومال لزراعة المحاصيل. قامت الحكومات الاستعمارية في وقت لاحق بتغيير حقوق ملكية الأراضي في هذه المناطق من الملكية الجماعية إلى الملكية الفردية. تم سن هذا القانون بهدف زيادة إنتاج الغذاء، إلا أنه تسبب فيما بعد في تدهور الأراضي في المنطقة، وذلك بسبب عدم دعمه بخدمات الإرشاد الزراعي اللازمة. بعد الفترة الاستعمارية، لم تطبق الحكومات المتعاقبة التشريعات الاستعمارية بشكل صحيح مما أدى إلى قيام المجتمعات تدريجيا بالبدء في إنتاج المحاصيل بمفردها. بحلول منتصف ثمانينيات القرن العشرين، بدأت تظهر أدلة على تدهور الأراضي (مثل فقدان الغطاء النباتي وفقدان التربة السطحية) بسبب سوء إدارة الأراضي الزراعية والتوسع الزراعي.
سبب آخر لتدهور الأراضي في الصومال هو الاضطرابات الاجتماعية والسياسية. وقد تسبب ذلك في عدم استقرار الحكومة المركزية وفقدان التركيز في صياغة السياسات وتنفيذها فيما يتعلق بتدهور الأراضي. وقد ساهمت الاضطرابات وما تلاها من نزاعات في تدمير هياكل حفظ التربة والمياه التي تم بناؤها سابقاً. وقد دُمرت الهياكل المتضررة مادياً إما بسبب الحرب أو التخلي عنها. وبالتالي، لم تعد هذه الهياكل تتحكم في تدهور الأراضي ويمكن أن تساهم في تآكل الأخاديد في مجرى النهر في بعض المواقع.

### تجارة الفحم
تُعد تجارة الفحم في الصومال عاملاً آخر ساهم في تدهور الأراضي في الصومال. وهي تقليديا أحد الأنشطة الاقتصادية الرئيسية في الصومال. قبل عام 1990، واندلاع الحرب الأهلية، كانت تجارة الفحم تخضع لتنظيم الحكومة المركزية من خلال قوانين البرلمان ومن خلال الجمعيات التعاونية. ومع ذلك، فإن سيطرة الحكومة على تصنيع الفحم واستهلاكه انتهت مع انهيار الحكومة المركزية في تسعينيات القرن العشرين. لقد فقدت البلاد العديد من أنواع الأشجار بسبب تجارة الفحم.

## الصيد الجائر
تتمتع الصومال بأطول خط ساحلي في أفريقيا وثروة من الموارد البحرية. ومع ذلك، فإن ضعف الحوكمة، وانعدام البنية الأساسية، والصيد غير القانوني وغير المنظم وغير المبلغ عنه من قبل البلدان الأجنبية، أعاق الجهود الصومالية للاستفادة الكاملة من الإمكانات الاقتصادية لهذه الموارد. وعلاوة على ذلك، أدت هذه الأسباب إلى تفاقم الصيد الجائر وتدمير الموائل البحرية. وفي الصومال وتنزانيا، تنشر سفن الصيد غير القانونية "شباكًا عملاقة غير انتقائية، فتقضي على أسراب كاملة من أسماك التونة، بما في ذلك الصغار، التي تتخلص منها ميتة، مما يؤدي إلى تدمير النظام البيئي البحري والمساهمة في تغير المناخ. يمكن أن يكون للصيد الجائر مجموعة من التأثيرات على البيئة، مما يؤدي إلى زعزعة التوازن الدقيق في شبكات الغذاء البحرية، وتدمير الاقتصادات المحلية، ويؤدي في النهاية إلى تغير المناخ مع ارتفاع درجة حرارة محيطاتنا.
كان الصيد الجائر، وخاصة من جانب السفن الأجنبية، أمراً غير شائع قبالة سواحل شرق أفريقيا، وكان منخفضاً للغاية على رادار المجتمع الدولي عندما انهارت حكومة الصومال في تسعينيات القرن العشرين. إن الجمع الفريد بين فرص الصيد الغنية والعجز الكامل للحكومة عن مراقبة مياهها أدى إلى جذب أساطيل من العديد من البلدان، مما تسبب في المزيد من عدم الاستقرار في المنطقة. وكان الضرر الأكبر من نصيب السفن الأوروبية والآسيوية التي نهبت الثروة السمكية قبالة سواحل الصومال. وبعد أن استنفدت الثروة السمكية في الصومال، تحركت السفن الدولية. ومع ذلك، نتيجة للصيد الجائر من جانب الأجانب، انهارت الاقتصادات المحلية على طول الساحل، وعانت العديد من المجتمعات من البطالة والجوع. وقد دفع هذا الأمر بعض الأفراد في المنطقة إلى اتخاذ قرار باستغلال الموارد المحدودة المتاحة لهم وتحويل قوارب الصيد الصغيرة إلى سفن قرصنة. يعود تاريخ بداية القرصنة البحرية في الصومال إلى أوائل التسعينيات عندما بدأت مجتمعات الصيد قبالة سواحل بونتلاند في تنظيم دوريات لمنع وردع الصيد غير المشروع وتصريف النفايات السامة. وقد انعكست الزيادة في القرصنة التي يقوم بها الصيادون الذين يفتقرون الآن إلى مصدر رزقهم الرئيسي بسبب الصيد الجائر غير القانوني من جانب الأجانب، في نشاط إرهابي من جانب حركة الشباب، وتم استخدام الأرباح من القرصنة لتمويل الأنشطة الإرهابية. ورغم أن الصيد الجائر ليس السبب الوحيد وراء زيادة القرصنة الصومالية، فمن غير الممكن أن ننكر أن نهب مجموعات الأسماك المحلية، إلى حد كبير بواسطة السفن الأجنبية، لعب دوراً رئيسياً. وصلت القرصنة في خليج عدن والمحيط الهندي قبالة سواحل الصومال إلى مستويات غير مسبوقة في عام 2008، حيث ارتفع عدد الهجمات بنسبة 152% عن عام 2007. في عام 2008، اختطف القراصنة الصوماليون 42 سفينة، وأخذوا 815 رهينة.